# Термінал ЗПГ Порт-Кембла
Термінал ЗПГ Порт-Кембла — інфраструктурний об'єкт для прийому зрідженого природного газу (ЗПГ), що станом на початок 2023 року споруджується в Австралії.
На початку 21 століття на південному сході Австралії, де зосереджена більшість населення, періодично виникав дефіцит електроенергії. Однією з причин була нестача природного газу, а одним зі шляхів розв'язання проблеми могли бути поставки цього ресурсу в зрідженому вигляді (можливо також відзначити, що Австралія є одним зі світових лідерів у виробництві ЗПГ та має на півночі країни десять заводів зі зрідження). Як наслідок, виник проєкт створення плавучого регазифікаційного терміналу в Порт-Кембла (східне узбережжя за пів сотні кілометрів південніше від Сіднею).
Однією з головних споруд терміналу є причал для швартовки плавучої установки зі зберігання та регазифікації, місце для якого обрали у внутрішній акваторії порта. При цьому в норвезької компанії Hoegh зафрахували на 15 років (із правом дострокового розірвання контракту через 5 або 10 років) плавучу установку «Hoegh Galleon», що здатна видавати 21,2 млн м3 регазифікованої продукції на добу та має резервуари для ЗПГ загальною ємністю 170 тис. м3.
Для видачі продукції до газотранспортної мережі призначається перемичка завдовжки 12 км, яка подаватиме ресурс до трубопроводу Лонгфорд – Сідней. Від останнього до Порт-Кембла вже існувало відгалуження, проте його пропускна здатність не відповідала потребам терміналу, що може забезпечити до 75 % потреб штату Новий Південний Вельс.
Проєкт посувався із затримками через спротив природоохоронних активістів, проте станом на грудень 2022-го вже виконали 80 % робіт по причальній інфраструктурі терміналу, а запуск усього комплексу планували на кінець 2023-го. Наприкінці 2023-го оголосили, що плановий термін запуску терміналу тепер встановлений на зиму 2025/2026 року.